# أوسيما

شعار أوسيما.

أوسيما (بالفنلندية: Uusimaa) (بالسويدية: Nyland) تعني الأرض الجديدة؛ إقليم فنلندي، يقع على ضفاف خليج فنلندا. قُسمت منطقة أوسيما التاريخية إلى أوسيما الحالية و‌أوسيما الشرقية والجزء الغربي من كومنلاكسو.
يعيش بإقليم الممتد 6,366 كيلومتر مربع 1,381,000 نسمة، الأمر الذي يجعل أوسيما أكثر الأقاليم سكاناً وكثافة سكانية. رُبع الفنلنديين يعيشون في أوسيما.
بلغ ناتج الإقليم الإجمالي المحلي في عام 2003 من 43.747 مليار يورو. يقوم الهيكل الإقليم الاقتصادي على القطاع التطوعي. تشكلت حول العاصمة الفنلندية مدارس ورأس المال وعمالة، وخصوصا في المناطق الواقعة حول الطريق الدائري كيها الثالث عند ضواحي هلسنكي، في منطقة لوهيا وعلى طول الساحل هناك العديد من سلاسل صناعية. موقعه في أقصى الجنوب البلاد، وجعلت خصوبة التربة في هذا الإقليم قادراً على المنافسة حتى على مستوى الزراعي.

## التاريخ
كانت أوسيما إلى جانب بقية فنلندا الجنوبية والغربية، التي تحتفظ بها مملكة السويد من القرنين الثاني عشر والثالث عشر.
وقد تم في وقت سابق أوسيما الساحلية ذات الكثافة السكانية المنخفضة، ومعظمهم من هامي، ولكن كان من القرن الثاني عشر التي يسكنها المستوطنون السويدية، ومعظمهم من هلسنلند والقرى السويدية الناطقة جاء قرب مصبي نهر فانتا وكيرافانيوكي.
أوسيما تعني «الأرض الجديدة» باللغة الإنكليزية. السويدية لغة أوسيما يظهر اسمه في وثائق من القرن 14. الفنلندية اللغة أوسيما يظهر اسمه للمرة الأولى في 1548 كما Wsimaa في الترجمة الأولى من العهد الجديد إلى الفنلندية على يد ميكايل أغريكولا.
تم التنازل عن المقاطعات الفنلندية إلى الإمبراطورية الروسية في الحرب الفنلندية 1809. بعد هذا، أصبح أوسيما مقاطعة أوسيما / Nyland النظام القديم. من 1997 حتي 2010، وكان أوسيما جزءا من مقاطعة فنلندا الجنوبية. اليوم، وهي مقسمة في مناطق أوسيما وأوسيما الشرقية. في 2011، سيتم دمج المنطقتين.

## اللغات
تتحدث أوسيما وخصوصا المناطق الساحلية تقليدياً باللغة السويدية، ولكن بنقل عاصمة فنلندا إلى هلسنكي، أضحت الفنلندية تدريجيا اللغة الرئيسية، واليوم هي التي يتحدث بها معظم سكان الإقليم.

## البلديات
يتكون إقليم أوسيما من 21 بلدية. تم تمييز بين المدن والبلدات.
منطقة هلسنكي:
- هلسنكي
- فانتا
- إسبو
- كاونياينن
- هوفينكا
- يارفنبا
- كيرافا
- كيركونومي
- مانتســَـلا
- نورميارفي
- بورناينن
- سيونتيو
- توسولا

منطقة لوهيا:
- كاريالوهيا
- كركيلا
- لوهيا
- نومي-بوسولا
- فيهتي

منطقة رآسيبوري:
- هانكو
- إينغو
- رآسيبوري

## وصلات خارجية
- مجلس أوسيما الإقليمي